# Éric Bidot
Éric Bidot O.F.M. Cap (ur. 15 maja 1971 w Paryżu) – francuski duchowny katolicki, biskup Tulle od 2025.

## Życiorys
Święcenia kapłańskie otrzymał 29 czerwca 2007 w Zakonie Braci Mniejszych Kapucynów. 
15 kwietnia 2025 papież Franciszek mianował go biskupem diecezji Tulle. Sakry udzielił mu 15 czerwca 2025 w Katedrze w Tulle biskup Ajaccio, kardynał François Bustillo. 